# Bazzi
 Andrew Bazzi (sinh ngày 28 tháng 8 năm 1997), được biết đến với biệt danh "Bazzi" (/ˈbɑːzi/ BAH-zee), là ca sĩ, nhạc sĩ và nhà sản xuất thu âm người Mỹ. Bài hát "Mine" của anh, phát hành vào tháng 10 năm 2017, đã trở nên phổ biến vào đầu năm 2018 khi nó trở thành meme thông qua các chỉnh sửa trên Musical.ly và sử dụng bộ lọc ống kính Snapchat có bài hát. Nó đạt vị trí thứ 11 trên US Billboard Hot 100 và xuất hiện trên một số bảng xếp hạng quốc tế. Anh đã phát hành album phòng thu đầu tay "Cosmic" vào, đạt vị trí thứ 14 trên bảng xếp hạng Billboard 200.

## Cuộc đời và sự nghiệp
Bazzi sinh vào ngày 28 tháng 8 năm 1997, ở ngoại ô Detroit, Canton, Michigan.  Mẹ anh là người Mỹ và bố anh là người Liban nhập cư. Anh ấy học nói tiếng Ả Rập và chơi Kazoo, oud và guitar khi còn nhỏ. Năm 2012, anh bắt đầu đăng các bản cover của các bài hát trên kênh YouTube của mình. Vào tháng 11 năm 2014, anh chuyển đến khu vực Los Angeles để theo đuổi sự nghiệp âm nhạc. Anh tốt nghiệp Trường Trung học phổ thông Santa Monica vào năm 2015. Anh đến Công viên Giáo dục Plymouth-Canton, nơi anh cũng gặp Jeffrey Lu, Marc "Miller Time" Twinney, Peter Bruchnak, và Rajiv Dhall, ở Michigan trước khi chuyển đi.
Bazzi tạo tài khoản Vine vào tháng 7 năm 2013. Đến năm 2015, anh đã được 1,5 triệu người theo dõi trên trang web. Vào tháng 9 năm đó, anh trở thành nghệ sĩ đầu tiên phát hành "Bản nhạc nổi bật" của Vine mang tên "Bring you home". Năm 2016, anh kết hợp với Fancy Cars cho ra bài hát "Fun". Trong vòng hai năm tiếp theo, Bazzi đã phát hành một số đĩa đơn bao gồm "Alone" (được sản xuất tại Seoul, Hàn Quốc), "Beautiful", "Got Friends" và "Sober".Những nghệ sĩ truyền cảm hứng cho anh là Justin Timberlake, Bryson Tiller, Duran Duran, Michael Jackson và Guns N 'Roses
Vào tháng 10 năm 2017, anh phát hành đĩa đơn "Mine".Trong vòng vài ngày kể từ ngày phát hành, một giám đốc điều hành A&R tại Nhóm đối tác nghệ sĩ trực thuộc Warner Music đã ký hợp đồng với anh ấy bao gồm cả nhạc sĩ Henry Fredrickson từ Minnesota. Bài hát ngày càng phổ biến sau khi trở thành meme trên Internet through videos featuring a slideshow of different pictures of the subject of the video with the Snapchat "hearts" filter and overlaying lyrics., thông qua các video có trình chiếu các hình ảnh khác nhau về chủ đề của video với bộ lọc Snapchat "trái tim" và lời bài hát đè lên.Vào tháng 1 năm 2018, bài hát xuất hiện trên Billboard Hot 100, ra mắt ở vị trí thứ 56. Tính đến tháng 4 năm 2018, vị trí cao nhất của bài hát trong danh sách là hạng 11. Bazzi cũng phát hành ba đĩa đơn mới trong năm 2018: "Why?",  "Gone" và "Honest".  Anh ấy hiện đang hợp tác với Marshmello.  Vào ngày 13 tháng 3 năm 2018, Bazzi được mời là khách mời đặc biệt trong Never Be The Same Tour của Camila Cabello ở chặng Bắc Mỹ. Vào ngày 17 tháng 4 năm 2018, Cosmic ra mắt ở vị trí thứ 35 và sau đó đạt vị trí thứ 14 trên bảng xếp hạng album Billboard 200 của Hoa Kỳ.  Bazzi tham gia Man of the Woods Tour của Justin Timberlake với tư cách là màn mở đầu cho chặng Châu Âu. Anh đã nhận được một đề cử cho Giải Video âm nhạc MTV cho Nghệ sĩ mới xuất sắc nhất.  Bazzi hợp tác với Camila Cabello trong một bản phối lại của bài hát "Beautiful", được phát hành vào ngày 2 tháng 8 năm 2018. Bazzi đã biểu diễn "Beautiful" trên một chiếc thuyền trong Macy's Thanksgiving Day Parade.
Bazzi đã hợp tác với công ty giải trí K-pop SM Entertainment để sáng tác các bài hát cho hai nhóm nhạc nam của họ, EXO và NCT Dream. Với NCT Dream, anh ấy đã đồng sáng tác "We Go Up" với thành viên Mark của họ cho một đĩa mở rộng "We Go Up". Với EXO, anh đồng sáng tác "The Eve" cho album phòng thu The War, "Ooh La La La" và "Oasis" cho album phòng thu Don't Mess Up My Tempo. Anh cũng đồng sáng tác bài hát "Give Me a Chance" với ca sĩ Trung Quốc và thành viên EXO Lay Zhang cho album phòng thu Namanana.
Vào tháng 4 năm 2019, Bazzi phát hành "Caught in the Fire" và "Paradise". Vào ngày 8 tháng 8 năm 2019, anh đã phát hành mixtape đầu tay Soul Searching, bao gồm bài hát "Paradise", cũng như "Focus" (kết hợp với 21 Savage) và "I.F.L.Y.".